# Dystrykt Fuamah
Dystrykt Fuamah – dystrykt w hrabstwie Bong, w środkowej części Liberii. 
Położony jest 90 km na północny-wschód od stolicy kraju – Monrovii. 
W 2020 łączna powierzchnia lasów w dystrykcie Fuamah wyniosła 97 200 ha, co stanowiło ponad 92% całkowitej powierzchni dystryktu. 

## Demografia
Według spisu ludności z 2008 roku jednostka liczyła sobie 27 784 mieszkańców. Natomiast według spisu ludności przeprowadzonego w 2022 roku, dystrykt ma populację liczącą 35 055 mieszkańców, co czyni go szóstym co do wielkości zaludnienia dystryktem w hrabstwie.
Dane z 2008:
| Opis      | Ogółem | Ogółem | Mężczyźni | Mężczyźni | Kobiety | Kobiety |
| --------- | ------ | ------ | --------- | --------- | ------- | ------- |
| Jednostka | osób   | %      | osób      | %         | osób    | %       |
| Populacja | 27 784 | 100    | 13 976    | 50,3      | 13 808  | 49,7    |

Dane z 2022:
| Opis      | Ogółem | Ogółem | Mężczyźni | Mężczyźni | Kobiety | Kobiety |
| --------- | ------ | ------ | --------- | --------- | ------- | ------- |
| Jednostka | osób   | %      | osób      | %         | osób    | %       |
| Populacja | 35 055 | 100    | 18 197    | 51,9      | 16 858  | 48,1    |

## Sąsiednie dystrykty
Bokomu, Bopolu, Gounwalaila, Kakata, Salala, Sanayea, Suen Mecca, Todee